# Wade, Mississippi
Wade là một thành phố thuộc quận Jackson, tiểu bang Mississippi, Hoa Kỳ. Năm 2010, dân số của thành phố này là 1 074 người.

## Dân số
- Dân số năm 2000: 491 người.
- Dân số năm 2010: 1 074 người.